# Brigadeführer

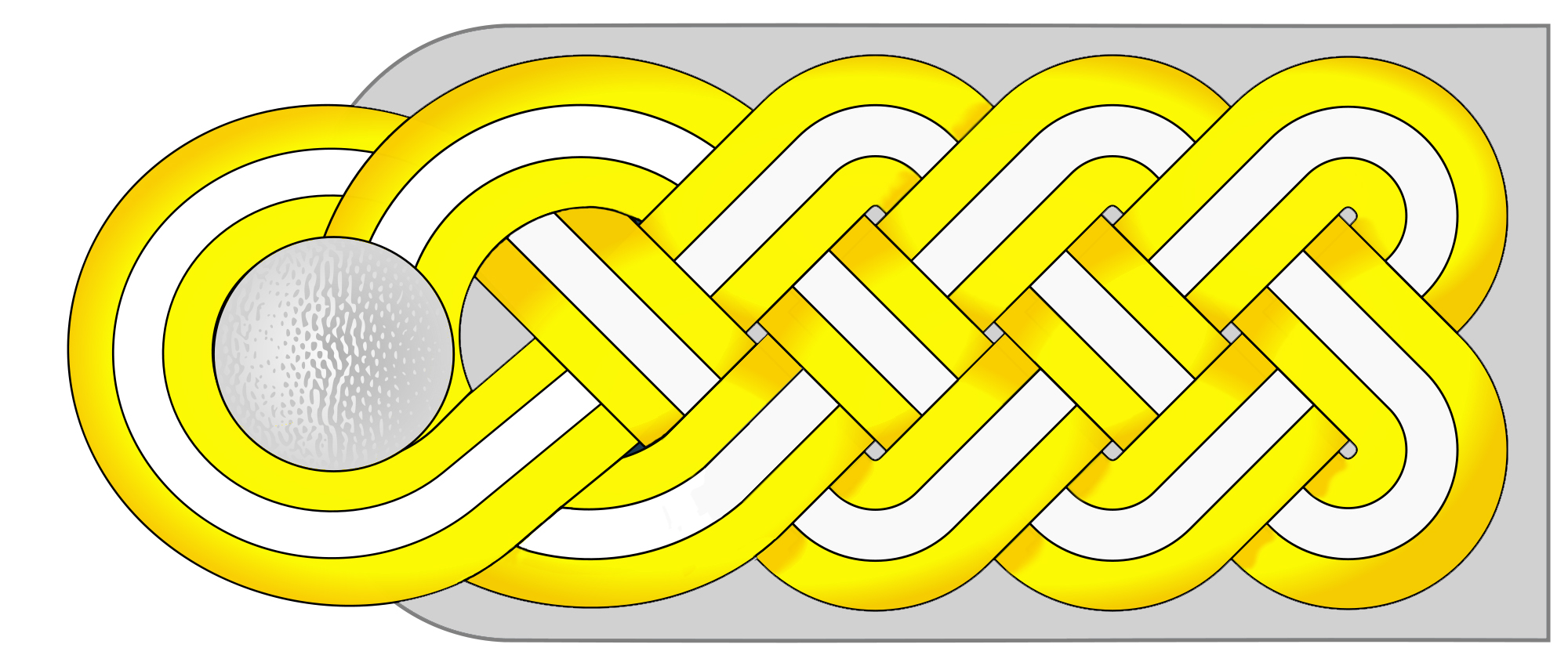
Galón de SS-Brigadeführer.

Emblema de cuello de un SS-brigadeführer.

Brigadeführer era un alto rango militar dentro de las SS, el cual fue utilizado en la Alemania nazi entre los años 1932 y 1945. Brigadeführer era también un grado militar dentro de las SA.
Este rango fue creado primero debido a la gran expansión del cuerpo de las SS y fueron asignados esos oficiales al frente de las brigadas-SS. En 1933, la denominación de brigadas-SS fue cambiada por el nombre de SS-abschnitte; sin embargo, el grado de brigadeführer siguió siendo el mismo.
Originalmente, los brigadeführer eran considerados generales de segundo nivel dentro de las SS y estaban situados entre el grado de oberführer y el del gruppenführer. Esto cambió, sin embargo, con el poder que habían adquirido las Waffen-SS y la Ordnungspolizei (en alemán, literalmente, Policía del Orden, o sea, la policía uniformada, el cuerpo de policía regular). En ambas organizaciones, el brigadeführer era considerado el equivalente a un general pero considerado apenas superior al oberst (Coronel) en el  Heer. El rango de brigadeführer equivalía a mayor general.
Obsérvese que el grado de general también podría ser un equivalente al de general de brigada, un general de una estrella en el Ejército de los Estados Unidos.
Las insignias para un brigadeführer eran al principio dos hojas del roble y una pepita de plata, no obstante fue cambiado en 1942 a un diseño con tres hojas de robles después de la creación del grado de oberstgruppenführer. En julio de 1935, había 22 oficiales con este rango, en 1938, la cantidad ascendía a 49 oficiales.
Si un brigadeführer pertenecía a las Waffen-SS llevaba doble graduación por lo que el rango figuraba en el escalafón como:
SS-brigadeführer und generalmajor der Waffen-SS. En caso de pertenecer a cuerpos de policía su rango figuraba como:
SS-brigadeführer und generalmajor der polizei. La razón de la doble graduación procede de que en el campo de batalla a veces unidades del Heer (ejército regular) terminaban comandadas por generales de las SS, o al revés unidades de las Waffen-SS terminaban comandadas por generales del ejército regular. Para solucionar esto Heinrich Himmler dictó un decreto que hacía que los generales de las SS que pertenecían a las Waffen-SS y cuerpos policiales llevaran además del grado de las SS su equivalencia respectiva, ya que los miembros del Heer (Ejército alemán) y de la policía que no eran de las SS se confundían con el sistema de graduaciones de la Schutzstaffel, pero el llevar la equivalencia no indicaba más jerarquía. Además se debía tener el grado de SS-brigadeführer para que se aplicara lo de la equivalencia.
- Datos: Q155435
- Multimedia: SS-Brigadeführer / Q155435